# جوی‌استار
جوی‌استار (انگلیسی: Joeystarr؛ زادهٔ ۲۷ اکتبر ۱۹۶۷) با نام اصلی دیدیه مورویل خواننده رپ، تهیه‌کننده موسیقی و بازیگر اهل فرانسه است. وی از سال ۱۹۸۹ میلادی تاکنون مشغول فعالیت بوده‌است.
از فیلم‌ها یا برنامه‌های تلویزیونی که وی در آن نقش داشته‌است می‌توان به ۲۲ گلوله، جنایت در برج و مزاحم نشوید اشاره کرد.